# Ludwig Schmitt (Jurist)
Ludwig Schmitt (ab 1852 von Schmitt; * 7. Mai 1810 in Wolfstein, Französisches Kaiserreich; † 2. April 1871 in Zweibrücken) war Generalstaatsprokurator der Pfalz.

## Leben
Schmitt war als Jurist in Landstuhl und Frankenthal tätig. Er wechselte 1844 an das Bezirksgericht Zweibrücken. Am Appellationsgericht der Pfalz wurde er 1848 zweiter und im folgenden Jahr erster Staatsanwalt. Als solcher verfasste er im Juni 1850 die Anklag-Akte gegen 333 Teilnehmer und Mitwirkende des Pfälzischen Aufstands. Theodor Römer bezeichnete diese als „eine der gemeinsten Schmähschriften“. Die Hochverratsverdächtigten hatte Schmitt für ein effizientes Verfahren in 24 Gruppen eingeteilt.
Schmitt wurde 1852 Generalstaatsprokurator der Pfalz und erhielt zwei Jahre später den persönlichen Adelstitel.